# Stable Hybrid Release
SHR (Stable Hybrid Release) je komunitní distribuce Linuxu založená na FSO frameworku určená pro chytré telefony.

## Software
- Linux kernel 2.6.29
- X.Org Server 7.4
- Enlightenment E17
- gcc 4.1.2
- busybox 1.13.2
- glibc 2.6.1
- dbus 1.2.1